# Resi Stoffels
Resi Stoffels, née le 28 septembre 1951 à Eupen est une femme politique belge germanophone, membre du SP.
Elle est de formation commerciale et se reconvertit en infirmière; elle à travaille depuis 1973 à l'Universitätsklinikum Aachen et était depuis 1975 dans le comité du personnel.

## Fonctions politiques
- 1999-2014 : membre du parlement germanophone.
  - chef de groupe SP